# ŠK Radnički-Vodovod Kragujevac
ŠK Radnički-Vodovod Kragujevac – serbski klub szachowy z siedzibą w Kragujevacu, mistrz kraju z 2014 roku.

## Historia
Klub powstał w styczniu 2014 roku z połączenia ŠK Radnički i ŠK Vodovod. W inauguracyjnym sezonie klub występował w Prvej lidze, zdobywając wówczas mistrzostwo Serbii. Skład drużyny stanowili wówczas Richárd Rapport, Ivan Ivanišević, Miloš Perunović, Branko Damljanović, Boban Bogosavljević, Miroslav Miljković i Dragan Barlov. W sezonie 2015 klub zajął dziesiąte miejsce w rozgrywkach i spadł z ligi. W 2021 roku klub powrócił do Prvej ligi, ale zajął wówczas dwunastą pozycję i ponownie spadł.